# Элизабеттаун (Кентукки)
Элизабеттаун (англ. Elizabethtown) — город и административный центр округа Хардин в штате Кентукки, в США. Основан в 1797 году. Статус города носит с того же года. Население по переписи 2022 года составляло более 31 000 человек — 11-е место среди городов штата. Город является частью метропольного округа Элизабеттаун — Форт-Нокс, которая входит в Объединённый метропольный статистический район Луисвилл — Джефферсон — Элизабеттаун — Мэдисон.

## История
Основанный в 1793 году, округ Хардин был назван в честь полковника Джона Хардина, разведчика и пограничника, который сотрудничал с местными индейцами. Спустя несколько лет на этой территории появились поселенцы-европейцы — ремесленники и торговцы. В 1793 году полковник Эндрю Хайнс приказал обследовать 12 гектаров, известных под названием «Местность долины Северн», и разбить их на участки и улицы для основания города, который он назвал в честь своей супруги — Элизабеттаун. Город был официально основан в 1797 году.
В 1806 — 1809 годах в бревенчатом доме в Элизабеттауне жили Томас Линкольн и Нэнси Линкольн, урождённая Хэнкс — родители шестнадцатого президента США Авраама Линкольна. Здесь родилась их старшая дочь Сара. В 1858 году через город прошла железная дорога, соединившая Луисвилл к Кентукки и Нэшвилл в Теннесси; первый поезд на станцию Элизабеттаун прибыл 15 июня 1858 года. Открытие железной дороги привело к экономическому росту в городе, который стал важным торговым центром на железной дороге и стратегическим пунктом во время Гражданской войны в США
27 декабря 1862 года генерал Конфедерации Джон Хант Морган и его кавалерия численностью 3000 человек атаковали Элизабеттаун. В ходе боя по городу было выпущено более 100 ядер. Хотя южане смогли захватить Элизабеттаун, главной целью Моргана было разрушение транспортной инфраструктуры северян. Он двинулся на север вдоль железной дороги, сжигая эстакады и разрушая участки пути. После боя одно пушечное ядро было обнаружено в стене здания на городской площади. После пожара 1887 года здание было перестроено, но пушечное ядро сохранили; его можно наблюдать в стене по сей день.
В 1871 — 1873 годы, во время Реконструкции, в Элизабеттауне дислоцировались Седьмой кавалерийский полк и батальон Четвертого пехотного полка под командованием генерала Джорджа Армстронга Кастера. В соответствии с «Законом о правоприменении» военным поручили разогнать местный Ку-клукс-клан, поскольку его члены нападали на вольноотпущенников и других республиканцев. Они также ликвидировали нелегальные винокуренные заводы, которые распространились по территории Кентукки после Гражданской войны. Генерал Кастер и его жена Элизабет жили в небольшом коттедже за пансионом тёти Бек Хилл, ныне известном как Дом Браун-Пьюзи.

## География
Элизабеттаун расположен на востоке центральной части округа Хардин, примерно в 24 км к югу от Форт-Нокса. По данным Бюро переписи населения США, город имеет общую площадь 67 км², из которых 66 км² занимает суша и 1 км², или 1,77% — вода.
Агломерация Элизабеттаун — Форт-Нокс состоит из округов Хардин, Мид и Ларю и включает Рэдклифф — город, территория которого составляет примерно три четверти территории самого Элизабеттауна, жилые районы военной базы Форт-Нокс, некорпоративный город Райнивилл и другие населённые пункты, такие как Вайн-Гроув, Глендейл, Сонора, Вест-Пойнт и Аптон.
Климат в этой области характеризуется жарким и влажным летом и, как правило, мягкой или прохладной зимой. Согласно системе классификации климата Кеппена, в Элизабеттауне влажный субтропический климат, обозначенный на климатических картах сокращенно «Cfa».

## Население
По данным переписи 2010 года в Элизабеттауне проживало 28 531 человек и 9 345 семей, насчитывалось 15 711 домохозяйств. Плотность населения составила 361,6 чел./км². Насчитывалось 12 664 единиц жилья. Расовый состав населения был следующим: евроамериканцы 80,4%, афроамериканцы 19,6%, коренные американцы 0,34%, азиаты 2,6%, жители островов Тихого океана 0,18%, представители других рас 1,3%  и представителей двух или более рас 3,4%. Латиноамериканцы или латиноамериканцы любой расы составляли 4,3% населения.
Из 15 711 домохозяйств 30,5% имели детей в возрасте до 18 лет, проживающих с ними, 43,2% составляли супружеские пары, живущие вместе, 15,1% были одинокими женщинами, 4,4% были одинокими мужчинами и 37,3% не были семьями. 32,1% всех домохозяйств состояли из отдельных лиц, в 10,9% проживали одинокие люди в возрасте 65 лет и старше. Средний размер домохозяйства составлял 2,34 человека, средний размер семьи — 2,94 человека.
25,1% населения было моложе 18 лет, 9,8% от 18 до 24 лет, 27,5% от 25 до 44 лет, 24,4% от 45 до 64 лет и 13,2% представляли люди старше 65 лет. Средний возраст составил 35,4 года. На каждые 100 женщин приходилось 91,9 мужчин. На каждые 100 женщин в возрасте 18 лет и старше приходилось 87,4 мужчин. Средний доход домохозяйства в городе составлял 40 720 доллара США, а средний доход семьи — 54 699 долларов США. Средний доход мужчин, работающих полный рабочий день, составлял 43 406 долларов США против 30 310 долларов США у женщин. Доход на душу населения в городе составил 23 627 долларов США. По данным переписи 2000 года около 8,5% семей и 10,5% населения находились за чертой бедности, в том числе 14,6% лиц в возрасте до 18 лет и 9,1% лиц в возрасте 65 лет и старше.

## Транспорт
Город обслуживается региональным аэропортом Элизабеттаун.

## Культура
Высшее образование в городе представлено Элизабеттаунским общественным и техническим колледжем, входящим в систему общественных и технических колледжей штата Кентукки. При колледже действует Японская школа, обучение в которой проходит по программе выходного дня. Также в городе расположен региональный кампус Университета Западного Кентукки, который находится в Форт-Ноксе. Здание кампуса совместно курируют оба высших учебных заведения. Государственное образование в городе представлено образовательным центром Вэлли-Вью, начальными школами Морнингсайда и Хелмвуд-Хайтс, средними школами Элизабеттауна и Ти Кей Стоун. Все учебные заведения входят в Школьный округ округа Хардин. Также в черте города находятся четыре начальные и две средние школы. В Элизабеттауне действуют частные учебные заведения — Католическая региональная школа Сент-Джеймса м Лютеранская школа Глория Деи. В городе действует библиотека, входящая в сесть Публичных библиотек округа Хардин. Здесь представлены более 12 конфессий с более чем 100 церквями.
На региональном уровне Элизабеттаун называют «Электронным городом». Это один из двух крупных городов (второй — Боулинг-Грин) вдоль шоссе I-65 между Луисвиллем и Нэшвиллом. Фильм «Элизабеттаун» (2005) был назван в честь города, но съёмки с натуры проходили в других городах штата.
Элизабеттаун официально классифицируется Департаментом по контролю за алкогольными напитками Кентукки (ABC) как находящийся во «влажном округе». Согласно терминологии ABC, «влажный» означает, что по крайней мере один город в округе разрешил продажу упакованного алкоголя. В популярном использовании термин «влажный» чаще относится к прежнему статусу города, разрешавшему продажу напитков в ресторанах, но не пакетную продажу.
Несмотря на то, что округ Хардин является «сухим», продажа алкогольных напитков уже давно разрешена в ресторанах, вмещающих не менее 100 человек и не менее 70% общего объема продаж которых приходится на еду. Пиво, вино и спиртные напитки можно приобрести в лицензированных винных магазинах, аптеках и продуктовых магазинах, пиво можно купить в большинстве магазинов повседневного спроса. Местные жители относят этот округ к «сырым» или «влажным». В 2011 году жители Элизабеттауна, Рэдклиффа и Вайн-Гроув проголосовали за то, чтобы разрешить лицензированным предприятиям продавать спиртные напитки, вино и пиво в упаковке.